# Stația de emisie Țigănești
Stația de emisie Țigănești (abreviere radioamatori TIG, după nomenclatorul RADIOCOM Centrul de emisie Țigănești) este o stație de transmisiuni radio pe unde scurte aflată în localitatea Ciolpani (în trecut Țigănești), din comuna cu același nume din județul Ilfov. Transmite mondial Radio România Internațional pe frecvențe alocate periodic. Se află în proprietatea și administrarea Societății Naționale de Radiocomunicații, prin sucursala Direcția de Radiocomunicații București (D. R. București).

## Istoric
Centrul de emisie Țigănești face parte din rețeaua de 6 emițătoare de unde scurte a Societății Naționale de Radiocomunicații pentru transmiterea programelor de radiodifuziune externă, instalate în cele trei centre de emisie deținute: Țigănești (în număr de 3), Galbeni (2) și Săftica (1).
La nivelul anului 2006, echipamentele pentru unde scurte erau grupate la Țigănești în 4 x 250 kW, la Galbeni în 2 x 120 și 2 x 250 kW și la Săftica în 1 x 50 și 1 x 100 kW. La toate trei erau utilizate pentru transmisia Radio România Internațional.
Centrul Țigănești a înlocuit configurația de echipamente de transmisie de 2 x 250 kW în una de 2 x 300 kW.